# Fred Quine
Frederick „Fred“ Quine (* 3. Januar 1941 in Brisbane, Queensland) ist ein ehemaliger australischer Hockeyspieler. Er gewann mit der australischen Nationalmannschaft die olympische Silbermedaille 1968.

## Sportliche Karriere
Der 1,77 m große Stürmer gehörte von 1959 bis 1961 zur Hockey-Auswahl des Bundesstaats Queensland und stand 1961 zum ersten Mal in der australischen Nationalmannschaft. Nach 1962 wurde er nicht mehr berufen. Erst 1967 kehrte er in die Auswahl von Queensland zurück und 1968 gehörte er zum Kader des Nationalteams für die Olympischen Spiele in Mexiko-Stadt. Beim Olympiaturnier wurden die Australier in der Vorrunde Zweite hinter Pakistan. Im Halbfinale trafen sie auf die indische Mannschaft, die Australier siegten mit 2:1 nach Verlängerung. Im Finale unterlagen die Australier mit 1:2 gegen Pakistan. Quine wurde in zwei Gruppenspielen eingesetzt und erzielte einen Treffer beim 3:0-Sieg gegen die Auswahl Malaysias. Fred Quine spielte immer für den Verein Northern Suburbs aus Brisbane und wirkte 1970 letztmals in der Hockey-Auswahl von Queensland mit.
2017 wurde Quine in die Hall of Fame des Hockeyverbands von Queensland aufgenommen.